# 아미코젠
아미코젠 주식회사(영어: Amicogen)는 경상남도 진주시에 본사를 둔 건강기능식품 제조 기업이다.

## 사업장 현황
- 본점: 경상남도 진주시 월아산로950번길 14-10 (문산읍)[2]
- 서울지점: 경기도 성남시 분당구 대왕판교로 700, C동 601호
- 문산 제2공장: 경상남도 진주시 월아산로 950번길 7-22 (문산읍)
- 문산 제3공장: 경상남도 진주시 월아산로 950번길 26-12 (문산읍)
- 효소∙바이오제약사업본부: 경상남도 진주시 동부로 169번길 12 윙스타워 B-401
- 바이오프로세스·CDMO사업본부: 경기도 성남시 분당구 대왕판교로 700, C-601